# 聖若瑟大學
聖若瑟大學（葡萄牙語：Universidade de São José），前稱澳門高等校際學院，為澳門一所私立大學，由葡萄牙天主教大學和天主教會大學暨高等教育基金創辦，畢業證書上有葡萄牙天主教大學校長的簽名。聖若瑟大學於2021年《泰晤士高等教育大學影響力排名》「優質教育」組別排列全球第41位。
大學於1996年成立，並自1997年4月起，於西望洋山的主教府開辦課程。1998年4月，該校遷往新口岸新填海區現址。2009年11月19日，澳門行政長官正式批准澳門高等校際學院翌日起更名為聖若瑟大學。

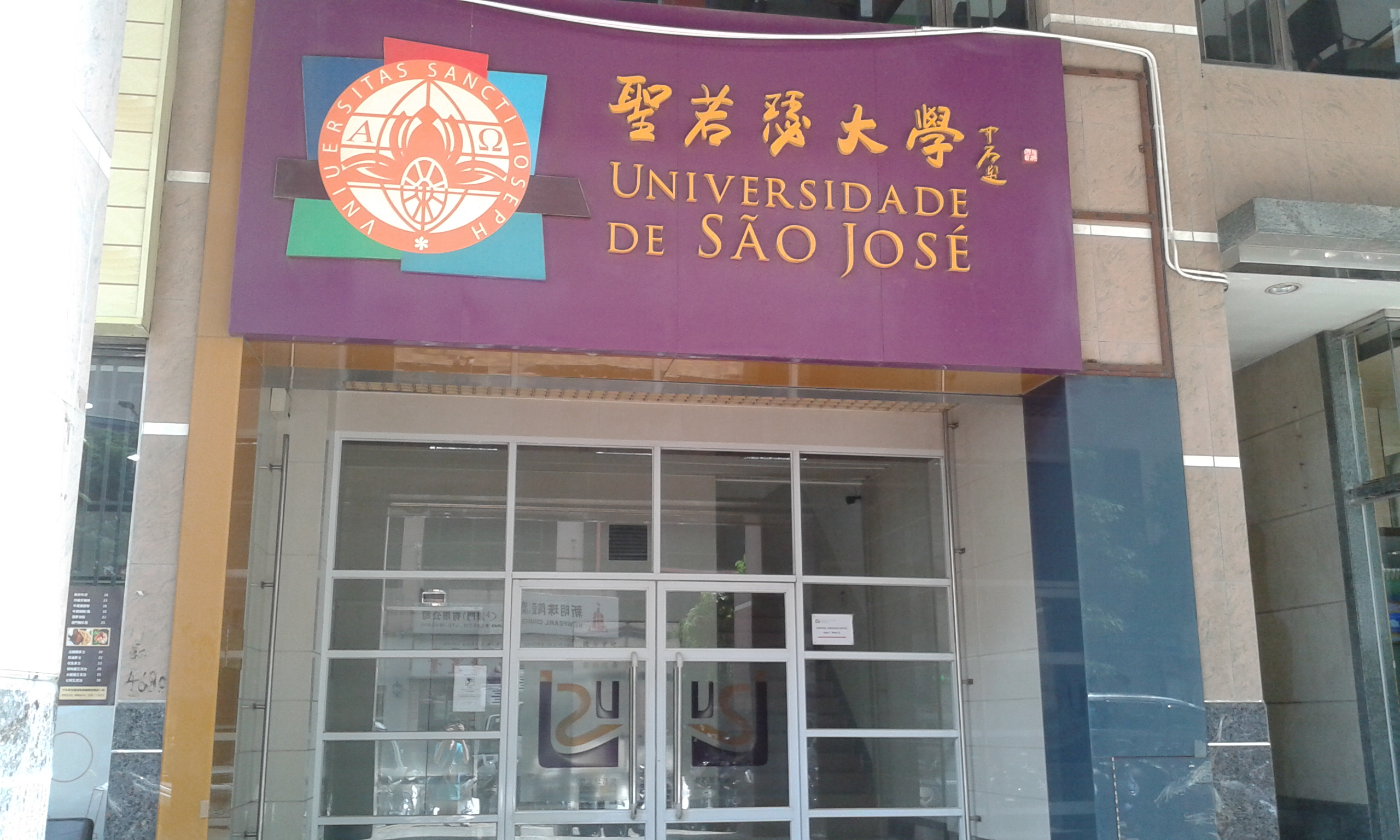
聖若瑟大學NAPE1校區門口

## 中國內地事務
2019年9月26日，澳门特别行政区政府与国家教育部签署《内地与澳门特别行政区关于相互承认高等教育学历及学位的备忘录》，中国内地认可在包括圣大的本科、硕士研究生、博士研究生学历及学士、硕士和博士学位。2022年，中国国家教育部批准圣若瑟大学内地招生，招生对象有所限制，必须是北京、上海、 广东等3个省（市）的普通高校应届本科毕业生、研究生且本科入学前户籍所在地也在上述3个省（市）。

## 領導人
以下是該校的領導人：
- 校長兼副教授：麥侍文執事（Rev. Deacon Stephen Morgan）
- 副校長兼教授：巴波沙（Álvaro Barbosa），龐培法布拉大學電腦科學及數碼通訊哲學博士（2006）
- 副校長兼教授：祈務晨（Keith Morrison），杜倫大學哲學博士（1995）
- 副校長兼教授：張曙光
- 副校長：農韻淇
- 總務長：蘇輝道（Alejandro Salcedo Garcia）

## 聲譽與排名
聖若瑟大學在2022年WRWU世界大學排名（Webometrics Rankings of World Universities）中位列世界第5744名。
聖若瑟大學在2021年《华盛顿月刊》大学排名（Washington Monthly - National University Rankings）中位列世界第242名。
聖若瑟大學在2021年《泰晤士报高等教育影响力排名》中位列世界质量教育第41位。
聖若瑟大學在2020年《MONEY》杂志最佳大学Best Colleges中位列世界第259位。
聖若瑟大學在2020年《按薪酬潜力划分的最佳大学和学院》（Payscale College Salary Report - Best Universities (All Alumni) ）中位列世界第732名。
聖若瑟大學在2019年《按薪酬潜力划分的最佳大学和学院》（Payscale College Salary Report - Best Universities (Bachelors only) ）中位列世界第742名。

## 學術單位
大學設有下列6個學院、1個研究所和博士生院，舉辦各類學士、碩士和博士課程：
- 教育學院
- 宗教研究及哲學學院
- 藝術及人文學院
- 商學及法律學院
- 健康科學學院
- 科學及環境研究所
- 數據工程與科學學院
- 博士生院

另外附有：
- 持續進修部

大學課程包括有：
| 所在學術單位       | 課程層次       | 課程                           | 學制                                | 授課語言              | 所在校舍             |
| 非學位課程         | 非學位課程     | 非學位課程                     | 非學位課程                          | 非學位課程            | 非學位課程           |
| ------------------ | -------------- | ------------------------------ | ----------------------------------- | --------------------- | -------------------- |
| 宗教研究及哲學學院 | 預科           | 哲學先修班                     | 1年全日制（日校）                   | 英語                  | 聖若瑟修院           |
|                    | 預科           | 大學預科                       | 1年全日制（日校）                   | 英語                  | 青洲校舍 及 皇朝校舍 |
| 藝術及人文學院     | 預科           | 葡語密集課程                   | 1年全日制（日校）/2年全日制（夜間） | 葡文                  | 青洲校舍             |
| 藝術及人文學院     | 副學士文憑課程 | 媒體製作                       | 2年全日制（日/夜間）                | 英語                  | 青洲校舍             |
| 藝術及人文學院     | 副學士文憑課程 | 產品設計                       | 2年全日制（日/夜間）                | 英語                  | 青洲校舍             |
| 藝術及人文學院     | 副學士文憑課程 | 葡中翻譯                       | 2年（夜間）                         | 英文、中文、葡文      | 青洲校舍             |
| 教育學院           | 學位後文憑課程 | 學位後教育文憑課程（中文）     | 1年（夜間）                         | 英文、中文、葡文      | 青洲校舍             |
| 教育學院           | 學位後文憑課程 | 學位後教育文憑課程（英文）     | 1年（夜間）                         | 英文、中文、葡文      | 青洲校舍             |
| 教育學院           | 學位後文憑課程 | 學位後教育文憑課程（葡文）     | 1年（夜間）                         | 英文、中文、葡文      | 青洲校舍             |
| 商學及法律學院     | 學位後文憑課程 | 學位後立法學文憑（葡文 ）      | 1年（夜間）                         | 葡文                  | 青洲校舍             |
| 學位課程           |                |                                |                                     |                       |                      |
| 藝術及人文學院     | 學士學位課程   | 傳播與媒體                     | 4年全日制（日校）                   | 英語                  | 青洲校舍             |
| 藝術及人文學院     | 學士學位課程   | 建築研究                       | 4年全日制（日校）                   | 英語                  | 青洲校舍             |
| 藝術及人文學院     | 學士學位課程   | 數碼電影                       | 4年全日制（日校）                   | 英語                  | 青洲校舍             |
| 藝術及人文學院     | 學士學位課程   | 時裝設計                       | 4年全日制（日校）                   | 英語                  | 青洲校舍             |
| 藝術及人文學院     | 學士學位課程   | 葡中翻譯研究                   | 4年（夜校）                         | 英文、中文、葡文      | 青洲校舍             |
| 藝術及人文學院     | 學士學位課程   | 葡萄牙與中國研究（語言及文化） | 4年全日制（日校）                   | 英文、中文、葡文      | 青洲校舍             |
| 藝術及人文學院     | 學士學位課程   | 設計學                         | 4年全日制（日校）                   | 英語                  | 青洲校舍             |
| 宗教研究及哲學學院 | 學士學位課程   | 哲學                           | 4年全日制（日校）                   | 英語                  | 聖若瑟修院           |
| 宗教研究及哲學學院 | 學士學位課程   | 基督宗教研究                   | 4年全日制（日校）                   | 英語                  | 聖若瑟修院           |
| 商學及法律學院     | 學士學位課程   | 工商管理                       | 4年全日制（日校）                   | 英語                  | 青洲校舍             |
| 健康科學學院       | 學士學位課程   | 心理學                         | 4年全日制（日校）                   | 英語                  | 青洲校舍             |
| 健康科學學院       | 學士學位課程   | 社會工作學                     | 4年全日制（日校/夜校）              | 英語授課/中文輔助教學 | 青洲校舍             |
| 教育學院           | 學士學位課程   | 教育                           | 4年全日制（日校）                   | 英語                  | 青洲校舍             |
| 科學及環境研究所   | 學士學位課程   | 環境科學                       | 4年全日制（日校）                   | 英語                  | 皇朝校舍             |
| 藝術及人文學院     | 碩士學位課程   | 傳播與媒體                     | 2年（夜間）                         | 英語                  | 青洲校舍             |
| 藝術及人文學院     | 碩士學位課程   | 建築學                         | 2年（夜間）                         | 英語                  | 青洲校舍             |
| 藝術及人文學院     | 碩士學位課程   | 歷史與遺產研究                 | 2年（夜間）                         | 英語                  | 青洲校舍             |
| 藝術及人文學院     | 碩士學位課程   | 葡語語言學與文學研究           | 2年（夜間）                         | 葡文                  | 青洲校舍             |
| 藝術及人文學院     | 碩士學位課程   | 設計學（交互設計專業）         | 2年（夜間）                         | 英語                  | 青洲校舍             |
| 宗教研究及哲學學院 | 碩士學位課程   | 哲學                           | 2年（夜間）                         | 英語                  | 聖若瑟修院           |
| 宗教研究及哲學學院 | 碩士學位課程   | 基督宗教研究                   | 2年（夜間）                         | 英語                  | 聖若瑟修院           |
| 商學及法律學院     | 碩士學位課程   | 工商管理                       | 2年（夜間）                         | 英語                  | 青洲校舍             |
| 商學及法律學院     | 碩士學位課程   | 政府研究                       | 2年（夜間）                         | 英語                  | 青洲校舍             |
| 商學及法律學院     | 碩士學位課程   | 社區發展                       | 2年（夜間）                         | 英語                  | 青洲校舍             |
| 商學及法律學院     | 碩士學位課程   | 葡語國家公法及國際公法         | 2年（夜間）                         | 英語                  | 青洲校舍             |
| 教育學院           | 碩士學位課程   | 教育                           | 2年（夜間）                         | 英文、 中文           | 青洲校舍             |
| 科學及環境研究所   | 碩士學位課程   | 環境科學與管理                 | 2年（夜間）                         | 英語                  | 皇朝校舍             |
| 科學及環境研究所   | 碩士學位課程   | 神經科學與行為學研究           | 2年（夜間）                         | 英語                  | 皇朝校舍             |
| 健康科學學院       | 碩士學位課程   | 社會工作                       | 2年（夜間）                         | 英語                  | 青洲校舍             |
| 健康科學學院       | 碩士學位課程   | 組織心理學                     | 2年（夜間）                         | 英語                  | 青洲校舍             |
| 健康科學學院       | 碩士學位課程   | 輔導與心理療法                 | 2年（夜間）                         | 英語                  | 青洲校舍             |

## 新口岸（皇朝）校舍（科學及環境研究所）
地址: 中國澳門倫敦街一零六號（環宇豪庭三樓）

### 開放時間
- 星期一至星期五：上午九時至晚上十一時
- 星期六、星期日及澳門公眾假期：關閉

## 青洲新校園

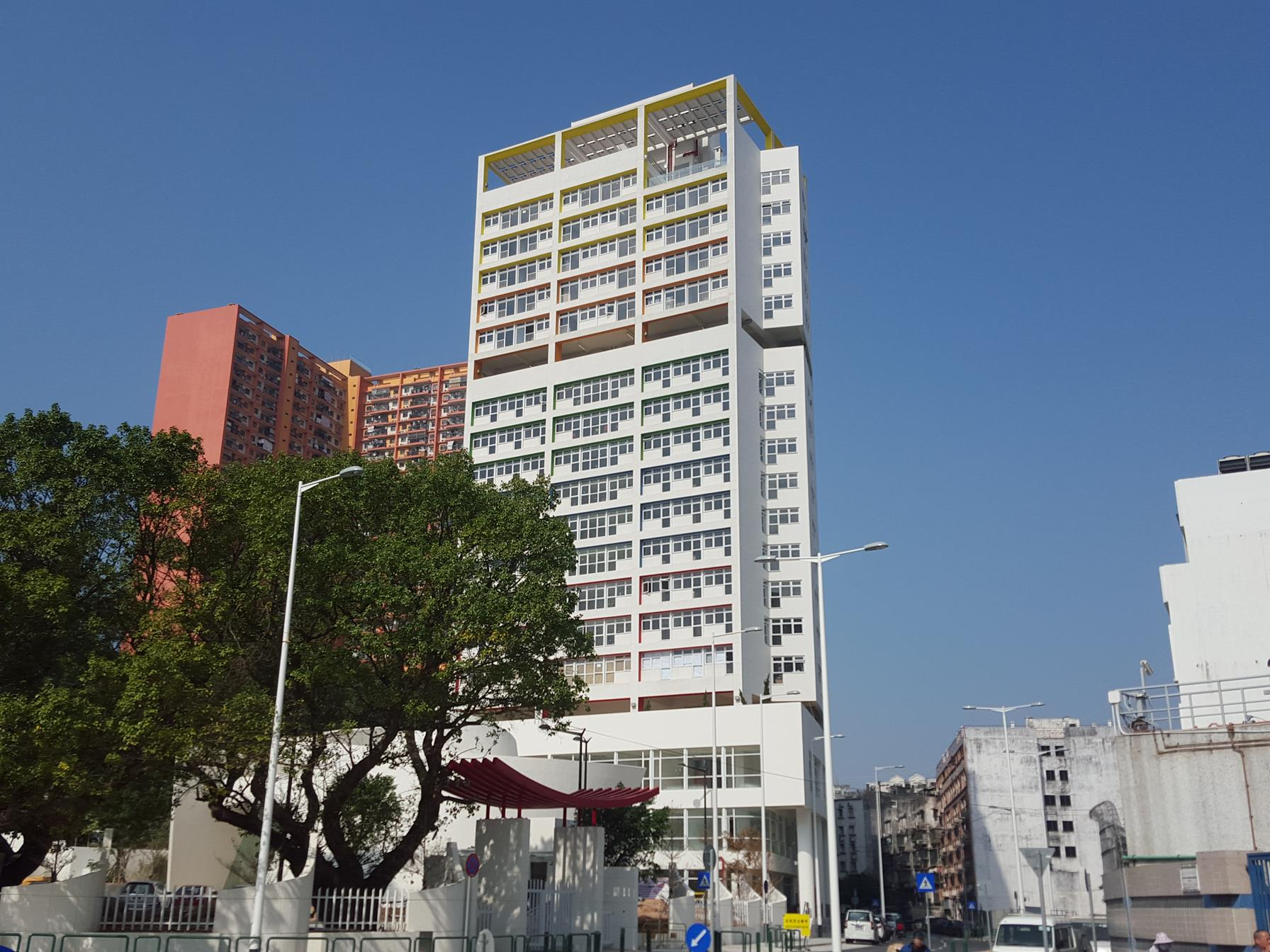
建設中的新校園

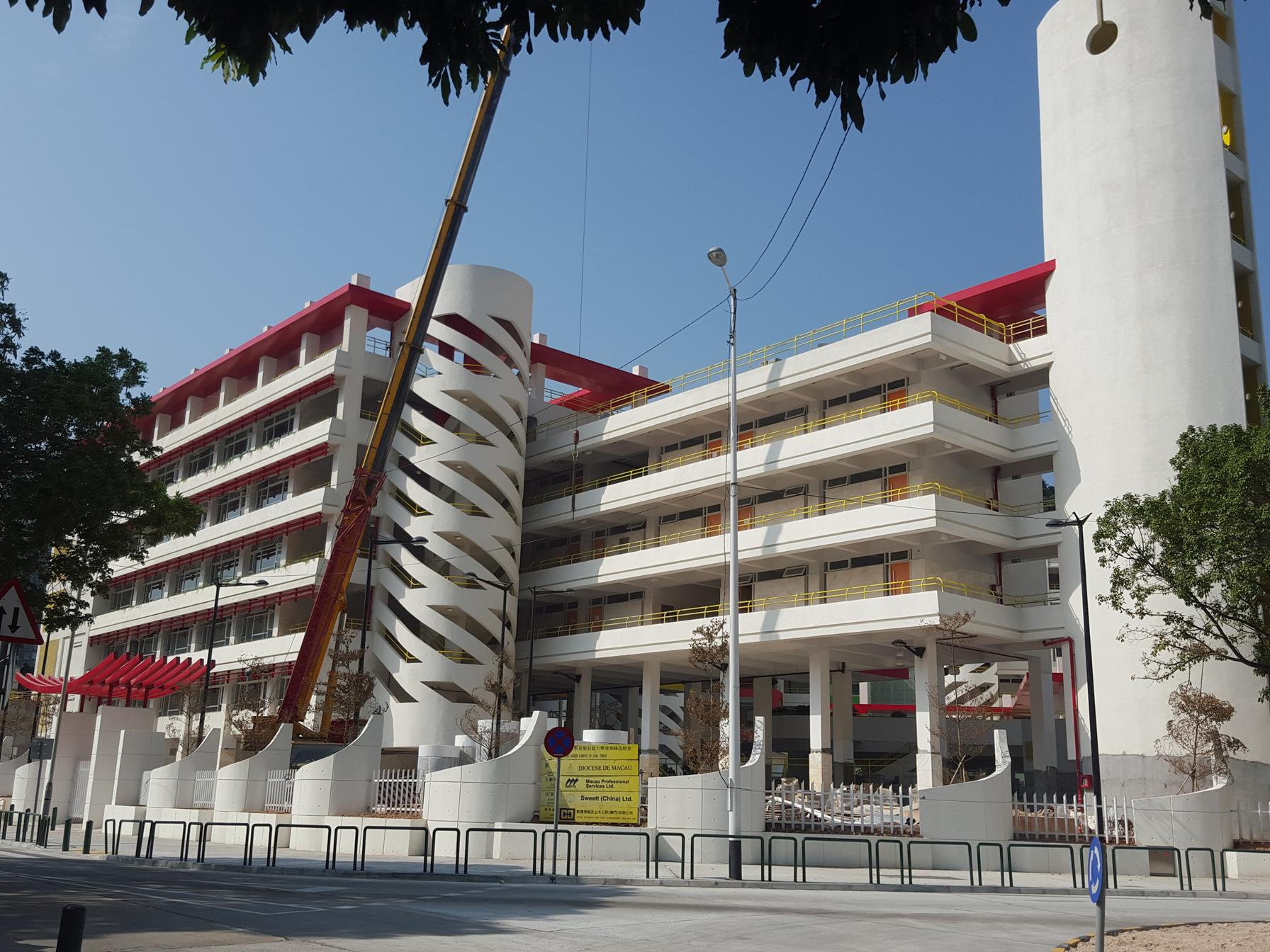
建設中的新校園

新校園位於青洲聖若瑟教區中學校本部原址，佔地面積約1.5公頃，建築預算最初為三億五千萬澳門元，後提升至五億八千萬元，預計可容納二千二百名學生，較舊校增容九百人。
主體工程已於2009年12月動工，當中包括興建一幢主體呈U型的七層高教學大樓、表演禮堂圖書館及可提供200個電單車及私家車位的停車場。新校園同時會加入環保元素，如在大樓頂層安裝太陽能收集板，為圖書館及部分場地提供電源。
2007年9月15日，原聖若瑟教區中學校本部開始拆卸工程。校方於當日3時舉行告別儀式。日後就讀於該校的學生將可以免試直升至大學。
2009年12月16日，聖若瑟大學暨聖若瑟教區中學（高中部）新校園正式動工，校方預計建築工程會在2年內完成，先後遇上土地邊界、棚戶搬遷、興建經費、勞工糾紛等各種問題，導致進度被延誤。最後預計於2016年3月完工，2016/17學年起正式啟用，實際動工時間為三年。

## 相關爭議
聖若瑟大學講師蘇鼎德的合約於二零一四年七月十二日屆滿。聖若瑟大學於二零一四年六月決定不與他續約。蘇氏於聖若瑟大學任教政治科目。
時任大學校長薛沛德稱，蘇鼎德於媒體上發表有關澳門政治的言論，此舉與教會立場不符，因為「教會不應影響地方政治」。薛沛德續稱，校方曾嘗試令其知道大學的困境，但教授拒絕改變他的立場。薛沛德也批評，蘇氏並沒有完成其博士學位，而且其言論不利於聖若瑟大學的發展。

## 外部連結
- 官方网站
- 聖若瑟大學的Facebook專頁
- 聖若瑟大學的Instagram帳戶
- YouTube上的聖若瑟大學頻道